# 竹村雪秀
竹村 雪秀（たけむら せっしゅう、1975年 - ）は、日本の漫画家。男性。山口県出身、東京都在住。

## 人物
好きな映画は『ゴッドファーザー』。FC2ライブチャットで漫画作成作業風景をライブ配信している。

## 作品リスト
- ナタリィに銃と花束を。 (2001年、司書房)
- クロッシング25; (2002年、角川書店)
- Take On Me (2004年、コアマガジン、全2巻）

## 『ヘボからの脱出』の登場人物として
司書房コミックドルフィン誌に連載されたかかし朝浩の麻雀エッセイ漫画『ヘボからの脱出』にて、雪秀は作家仲間の麻雀面子の1人として何度か登場した。作中では眼鏡をかけており、坊主頭になったり髭を伸ばしたりとしばしば顔が変わっている。麻雀は鳴きを多用する速攻が得意な様子で、小場を招くことがある。一方のかかしは手役重視で派手にドラを載せるなど乱打戦を好むため相性が悪く、この2人でコンビを組んだときは最終的に惨敗に終わった。

## 関連人物
- かかし朝浩
- キューピー井上 - 友人。『パソトラ』に登場するPC-DIYライターであり、彼もまたエッセイ漫画の準レギュラーのキャラクターを務めていた。